# Moritz Milatz
Moritz Milatz (Freiburg, 24 juni 1982) is een Duitse mountainbiker. Hij eindigde als zestiende in de olympische mountainbikerace op de Olympische Spelen 2008 (Peking), en als 34ste in Londen (2012). Milatz behaalde in 2012 een tweede plaats tijdens de wereldkampioenschappen mountainbike marathon in in het Franse Ornans.

## Erelijst

### Cross-Country
| Seizoen | Wereldbeker | Kampioenschappen | Overige                                             | Totaal aantal zeges |
| ------- | ----------- | ---------------- | --------------------------------------------------- | ------------------- |
| 2003    |             |                  |                                                     | 0                   |
| 2004    |             |                  |                                                     | 0                   |
| 2005    |             |                  | Bad Goisern                                         | 1                   |
| 2006    |             | DK               | Bad Goisern                                         | 2                   |
| 2007    |             |                  | Eksel                                               | 1                   |
| 2008    |             |                  | Bundesliga, Münsingen, L'Hexagonal Bad Salzdetfurth | 4                   |
| 2009    |             |                  | Beringen, Bundesliga                                | 2                   |
| 2010    |             | DK               | Bundesliga, Albstad                                 | 3                   |
| 2011    |             | DK               | Roc d'Azur                                          | 2                   |
| 2012    |             | EK               | Lugano, Heubach, Tesserete                          | 4                   |
| 2013    |             | DK               | Bad Säckingen, Saalhausen                           | 3                   |
| 2014    |             |                  | Buchs, Bad Salzdetfurth                             | 2                   |

### Marathon
- Black Forest Ultra Bike Marathon (2006)

## Afbeeldingen

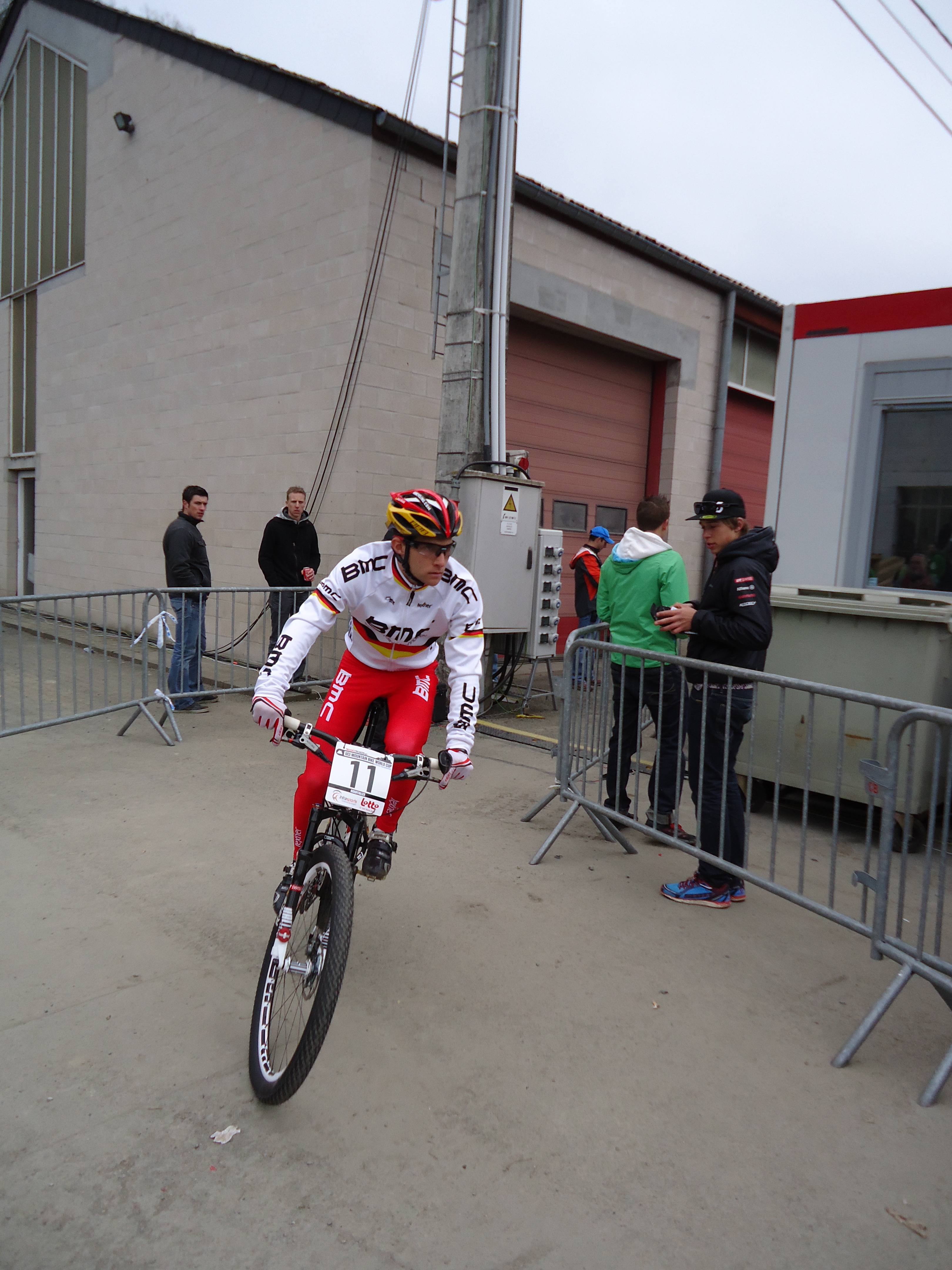
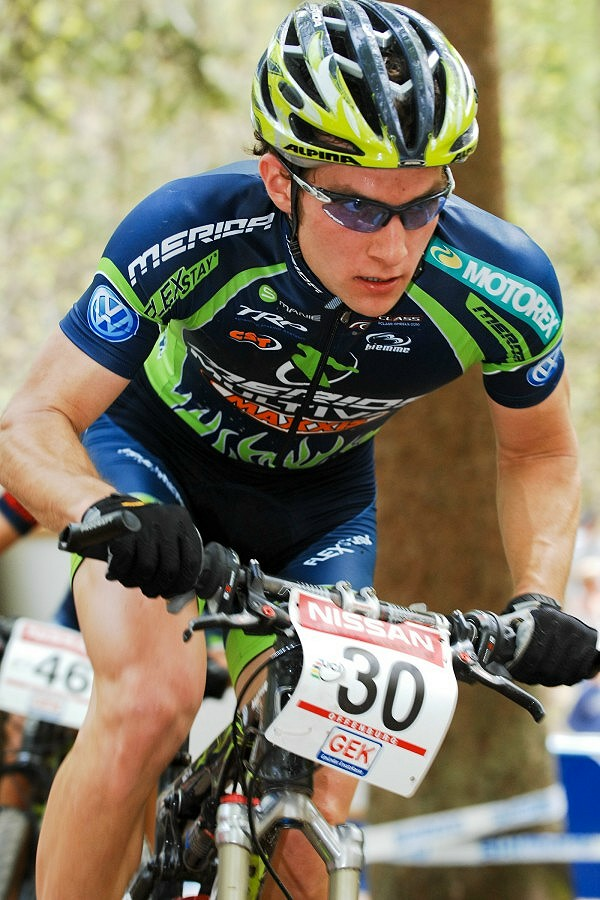